# Převýšov
Převýšov (německy Neudorf) je obec v okrese Hradec Králové v Královéhradeckém kraji. Leží necelé čtyři kilometry západně od Chlumce nad Cidlinou. Žije zde 363 obyvatel.

## Historie
První písemná zmínka o vesnici pochází z roku 1386.

## Přírodní poměry
Podél severního okraje vesnice vede hranice přírodní památky Olešnice. Na západním okraji vesnice leží přírodní památka Víno.

## Obyvatelstvo
| Rok            | 1869 | 1880 | 1890 | 1900 | 1910 | 1921 | 1930 | 1950 | 1961 | 1970 | 1980 | 1991 | 2001 | 2011 | 2021 |
| -------------- | ---- | ---- | ---- | ---- | ---- | ---- | ---- | ---- | ---- | ---- | ---- | ---- | ---- | ---- | ---- |
| Počet obyvatel | 364  | 452  | 427  | 411  | 445  | 435  | 440  | 368  | 340  | 331  | 366  | 344  | 353  | 319  | 333  |
| Počet domů     | 55   | 65   | 67   | 66   | 76   | 84   | 105  | 117  | 109  | 104  | 107  | 128  | 125  | 126  | 128  |

## Obecní správa
Mezi lety 1850–1877 Převýšov patřil jako osada obce k Lučicím v okrese Nový Bydžov. Od roku 1878 je obcí v okrese Nový Bydžov (1878–1950) a později v okrese Hradec Králové.

### Obecní symboly
Znak a vlajka byly obci uděleny rozhodnutím předsedy Poslanecké sněmovny Parlamentu České republiky dne 13. května 2003.

## Doprava
Východním okrajem vesnice vede silnice II/327. Na západním okraji vsi stojí železniční stanice Převýšov na trati Velký Osek – Choceň.

## Sport
Sportovní klub kopané byl založen v roce 1919 a patří tímto k nejstarším vesnickým fotbalovým klubům v republice. Už od počátku získal řadu úspěchů. Co do počtu obyvatel je jeho brzké založení unikátní a řadí tento venkovský tým historicky na nejvyšší příčky. Po roce 1945 patřil SK Převýšov mezi nejúspěšnější fotbalové kluby v regionu. V současné době[kdy?] hraje fotbalový klub nižší amatérské soutěže. Převýšov je i rodnou obcí fotbalisty Václava Pilaře.

## Galerie

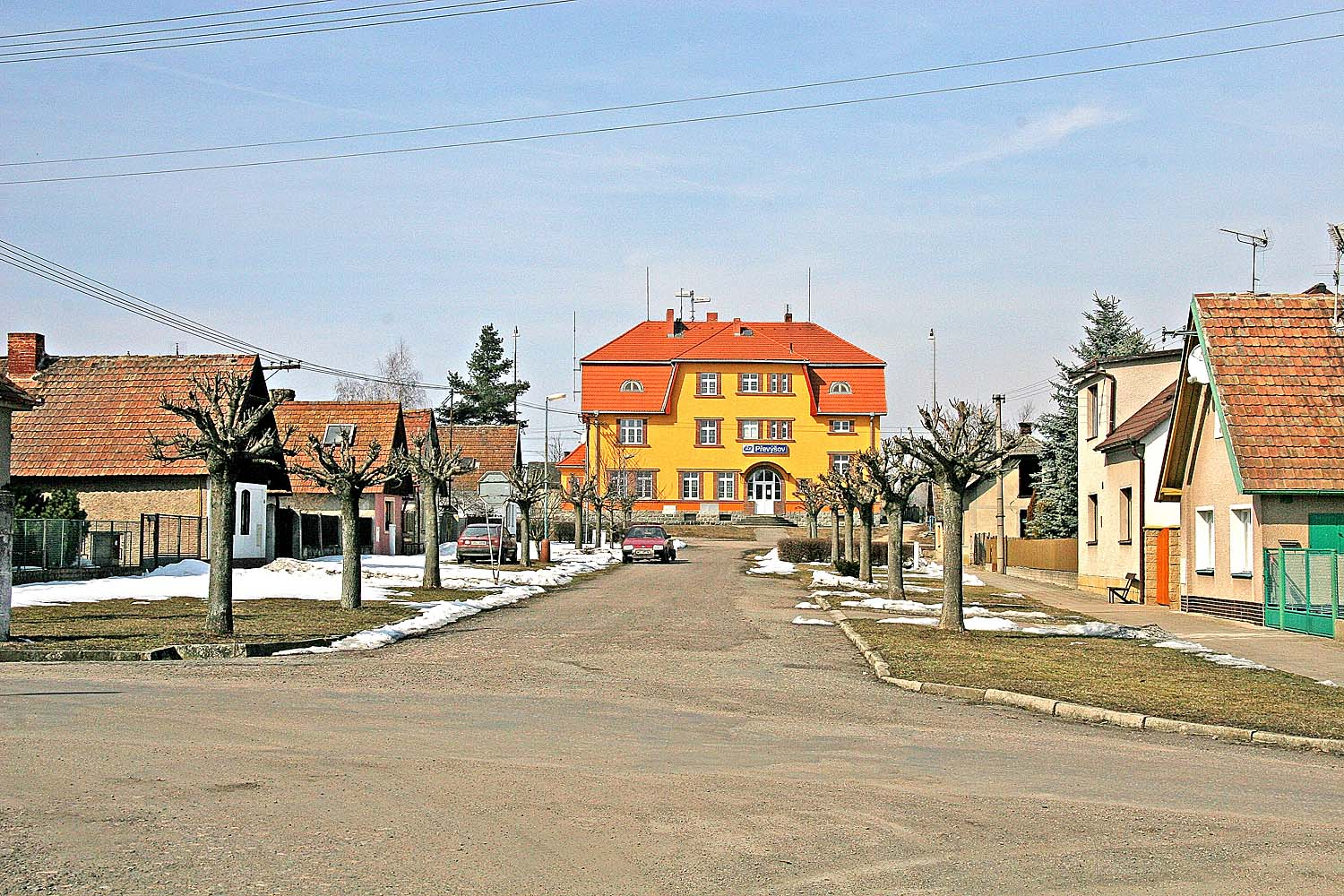
Nádraží
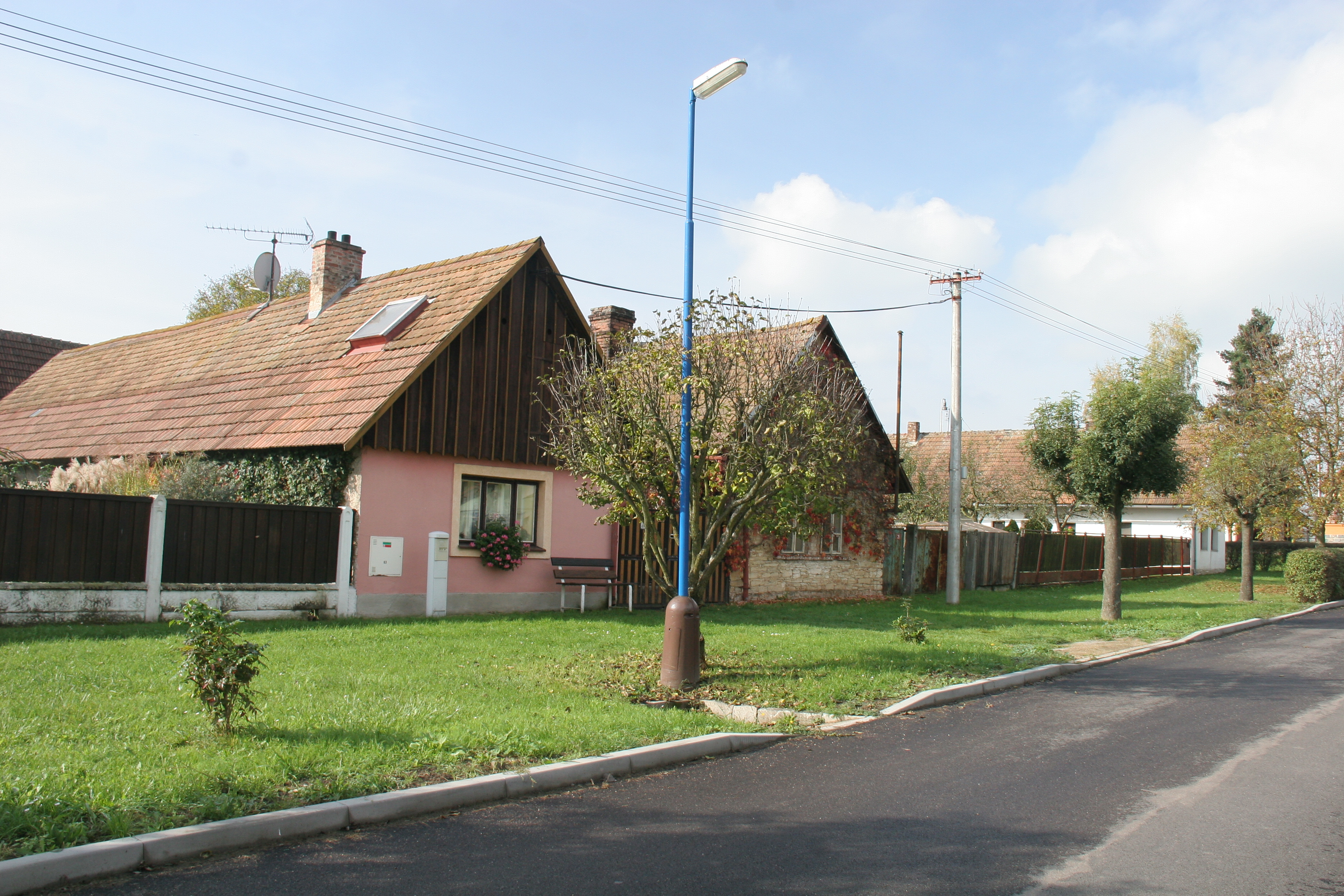
Stavení čp.63
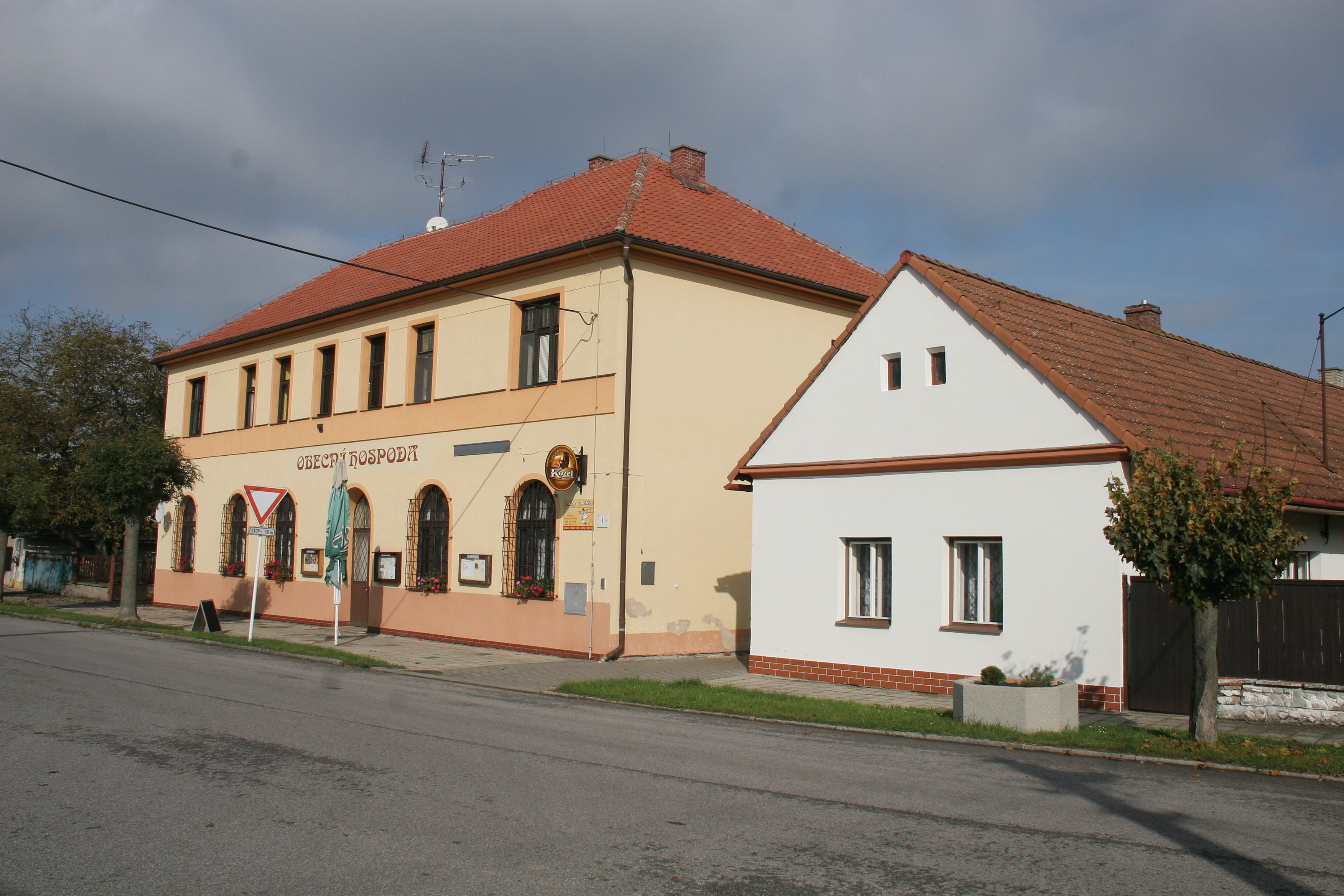
Hostinec
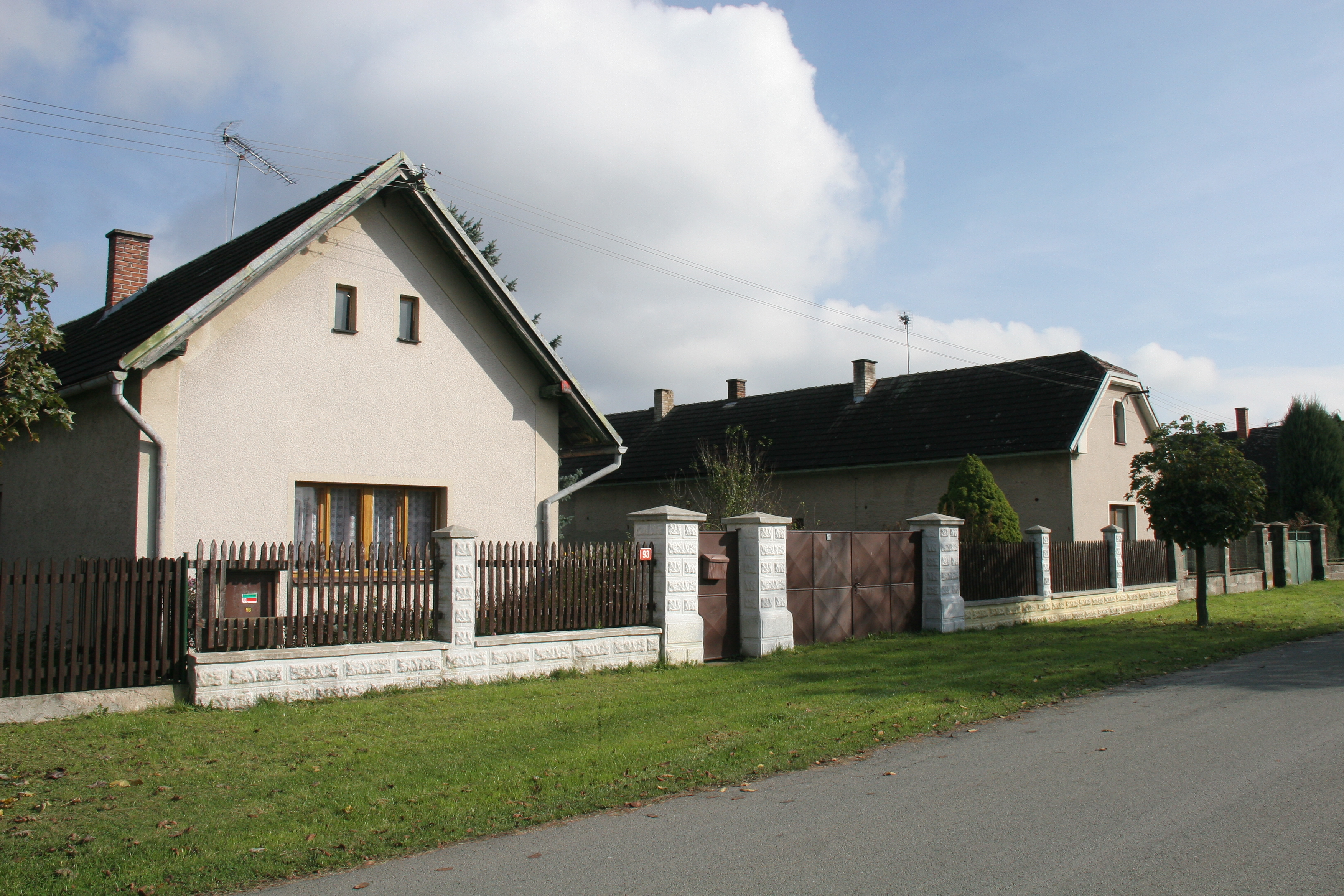
Stavení čp.93
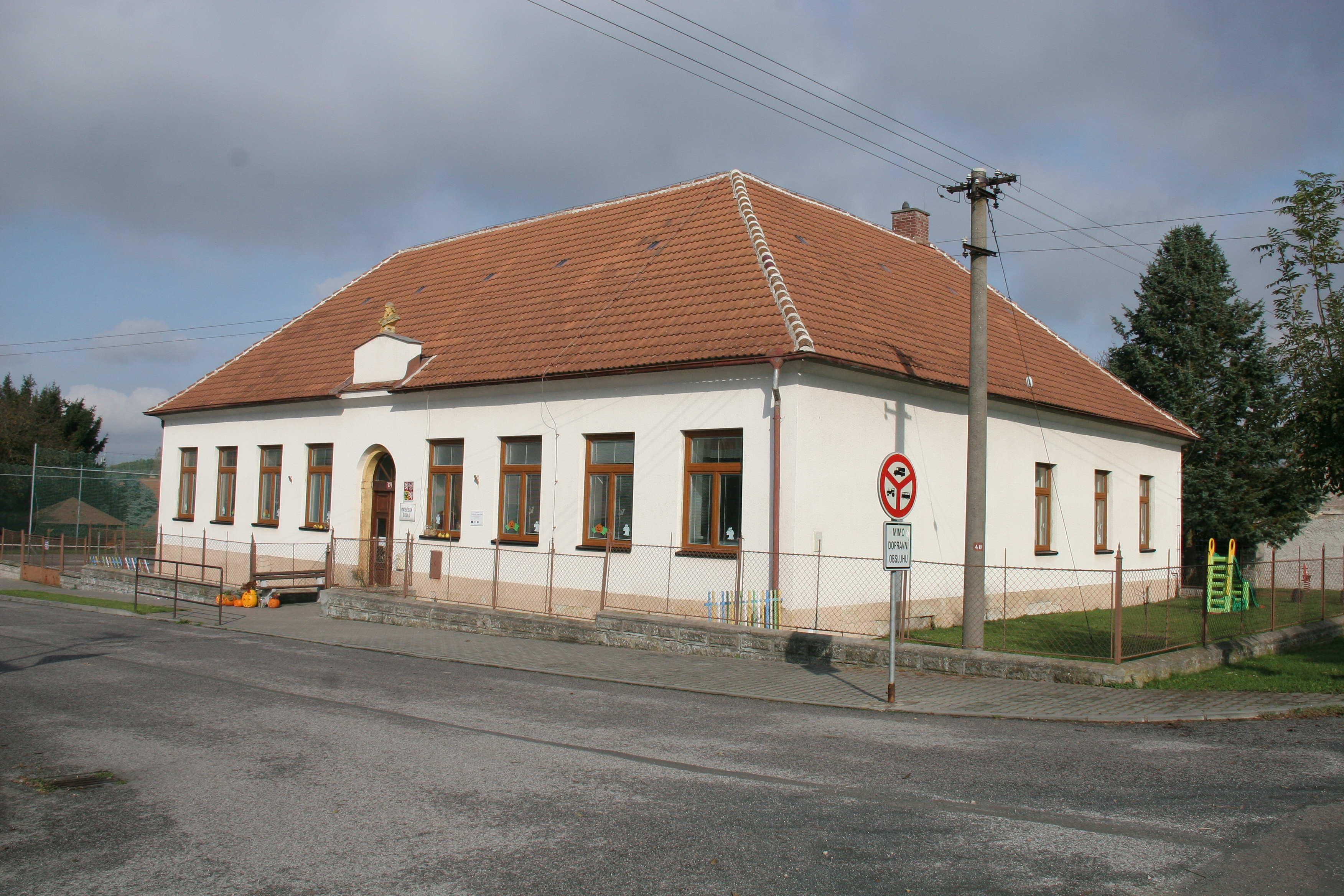
Mateřská škola
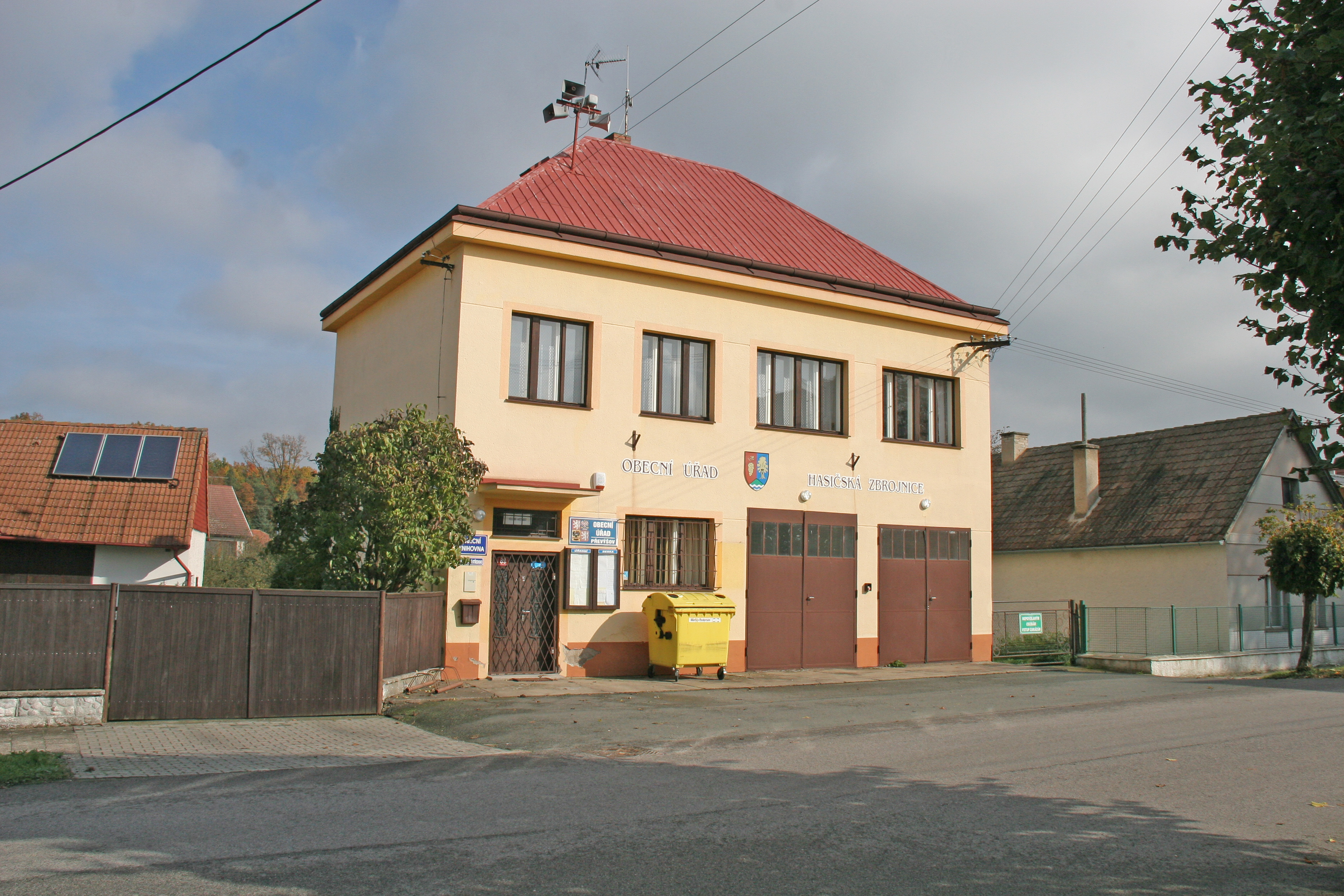
Obecní úřad
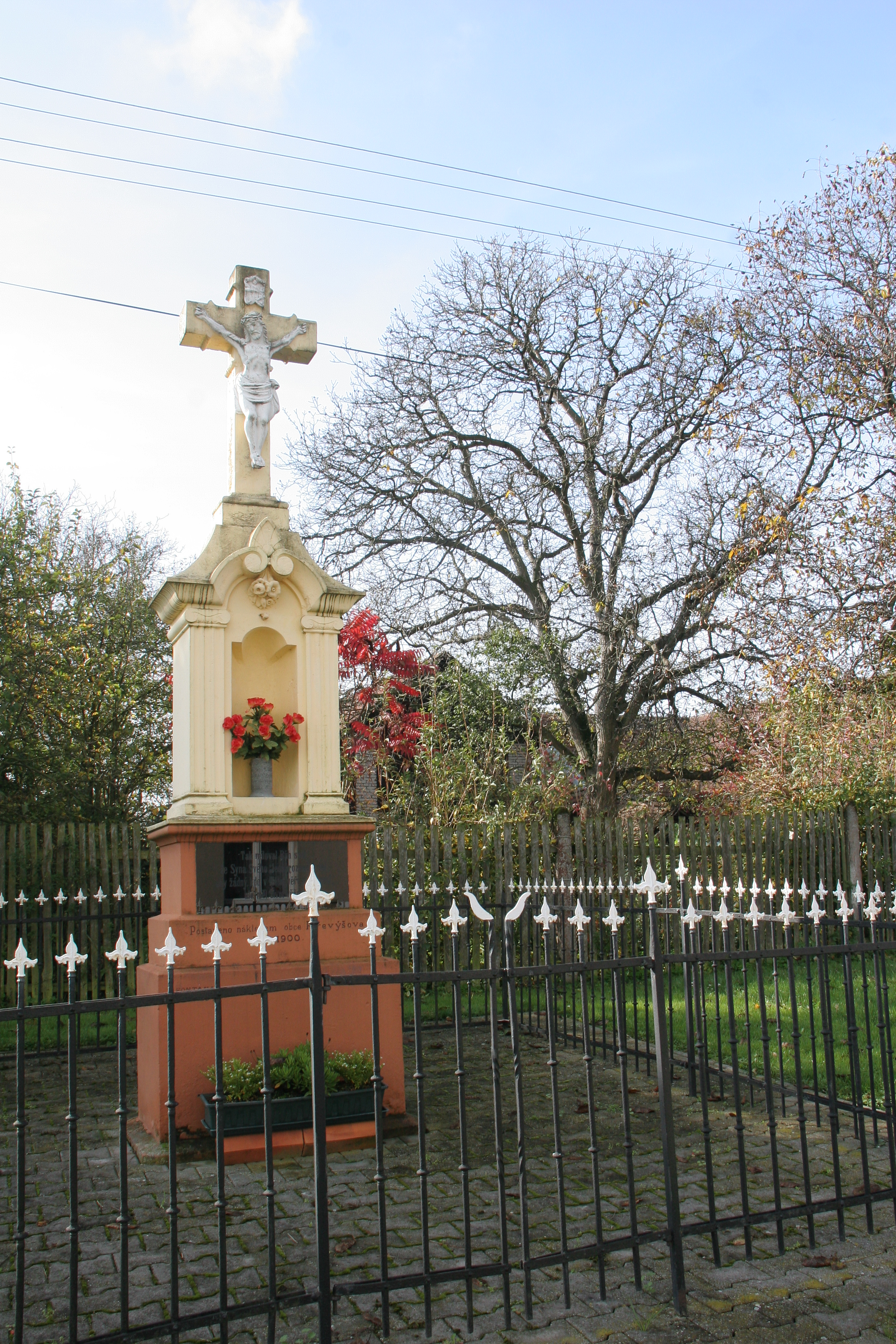
Křížek